# Zákon cti
Zákon cti (v anglickém originále Code of Honor) je v pořadí čtvrtá epizoda první sezóny seriálu Star Trek: Nová generace.

## Příběh
USS Enterprise D přilétá k planetě Ligon II, aby získala vakcínu nezbytnou k boji s Anchillskou horečkou, jenž náhle vypukla na Styrisu IV. Proto se na lodi chystají uvítat delegaci ligonských vyslanců. Posádka má o Ligonské kultuře jen strohé informace. Jejich kultura je podobná, jako ve starověké Číně. Dodržují přísná pravidla hierarchie původu.
Muži z delegace se transportují na Enterprise pomocí jejich vlastní technologie, spolu se vzorkem vakcíny. Velitelka bezpečnosti Tasha Yarová předvádí delegaci v simulátoru některá bojová cvičení. Trojice delegátů se zdá být uchvácena. Největší dojem udělá Tasha na Lutana, vrchního představitele Ligonu. Po skončení prohlídky lodi se delegáti chystají transportovat zpět, ale k překvapení všech unesou Tashu na jejich planetu.
Posádka lodi je znepokojena, Picard se snaží s Lutanem vyjednávat o jejím vrácení. Z planety však neobdrží žádné vysvětlení. Na lodi debatují o důvodech únosu. Shodnou se, že Lutan jednal podle Ligonského kodexu cti. Lutan se poté sám ozve a pozve členy posádky na návštěvu planety. Na jeho počest se bude v jeho paláci konat oslava. Po skončení slíbí vrátit Tashu zpátky. Na oslavě Lutan ale všem oznamuje, že si Tashu vybral jako svou první ženu.
Posádka je udivena, v šoku je však také Yareena. Ta se dosud považovala za Lutanovu první ženu, podle pravidel Ligonské kultury je majitelkou veškerého Lutanova majetku. Yareena vyzve Tashu na souboj, a pokud zvítězí, získá Lutana pro sebe. Picard je proti souboji, ale Lutan s ním souhlasí. Navíc odmítne poskytnout posádce zbytek vakcíny, pokud by se Tasha neúčastnila boje.
Výsadek se pustí do zkoumání bojového rituálu a zjistí, že obě ženy budou při boji vybaveny zbraněmi se smrtícím jedem. Stačí jeden dotyk se zbraní a protivník zemře. Přichystají vše, aby mohla být Tasha z planety okamžitě transportována na loď, pokud se v boji zraní. Začne souboj, v němž má Yareena zpočátku navrch, ale Tashe se podaří ji povalit na zem. Přikryje ji tělem a dá povel k rychlému transportu obou žen na Enterprise. Doktorka Crusherová ošetří zraněnou Yareenu a podaří se jí dostat jed z jejího těla. Luthan chce vědět, co se s Yareenou stalo. Řeknou mu, že Yareena zemřela. Ta se mezitím dozví vše o Luthanových skutečných plánech. Rozhodne se, že už nechce být jeho ženou, a vybere si za svého muže Hagona, jednoho z Lutanových osobních strážců. Hagon se tak stává místo Lutana správcem jejího majetku. Propustí Tashu a předá posádce Enterprise zbylou dodávku vakcíny.